# Космос-2233
Космос-2233 је један од преко 2400 совјетских вјештачких сателита лансираних у оквиру програма Космос.
Космос-2233 је лансиран са космодрома Плесецк, Русија, 9. фебруара 1993. Ракета-носач Космос је поставила сателит у орбиту око планете Земље. Маса сателита при лансирању је износила 825 килограма. Космос-2233 је био војни навигациони сателит.